# Bandidas
Bandidas är en amerikansk westernkomedifilm från 2006 i regi av Joachim Rønning och Espen Sandberg.

## Handling
Filmen utspelar sig i Mexiko på 1880-talet. Två kvinnor, María Álvarez och Sara Sandoval, möts då deras fäder blir anfallna och skjutna. María Álvarez är en fattig bondflicka och Sara Sandoval är en överklasstjej som precis kommit hem från Europa där hon studerat. För att hämnas sätter de två kvinnorna igång att råna banker för att stjäla tillbaka pengar till de fattiga mexikanarna som förlorat sin mark.

## I rollerna
- Penélope Cruz - María Álvarez
- Salma Hayek - Sara Sandoval
- Steve Zahn - Quentin Cooke
- Dwight Yoakam - Tyler Jackson
- José María Negri - Padre Pablo
- Audra Blaser - Clarissa Ashe
- Sam Shepard - Bill Buck
- Ismael 'East' Carlo - Don Diego Sandoval